# Östergötlands runinskrifter 94
Runinskrift Ög 94 är en runsten som står på Harstads ödekyrkogård i Väderstads socken och Mjölby kommun, Göstrings härad i Östergötland. 

## Stenen
Stenen av röd granit är två meter hög, 1-1,5 meter bred och 30 cm tjock. Ristningen består av en runslinga och dess sista del är enligt Riksantikvarieämbetet troligen ett par versrader. Texten är intressant eftersom stenen är rest som ett minnesmärke över Oddlög, en väring som dog i Grekland, vilket är detsamma som Bysantinska riket. Förmodligen ingick han i den bysantinske kejsarens väringagarde. Dessutom innehåller texten hans hemort Haddestad, möjligen den forntida benämningen på dagens Harstad. 
Stenen hittades 1684 och satt då inmurad i bogårdsmurens västra stiglucka. Harstads medeltida kyrka revs 1826 och nu återstår endast dess kvarlevor i form av en ruin, samt två runstenar på den ödelagda kyrkogården. Den andra stenen är Ög Fv1975;174 som varit en lockhäll på en grav.
Den från runor översatta inskriften på Ög 94 följer nedan:

## Inskriften
Runsvenska: askata : auk : kuþmutr : þau : risþu : kuml : þ[i](t)a : iftiR : u-auk : iaR : buki| |i : haþistaþum : an : uaR : bunti : kuþr : taþr : i : ki[(r)]k[(i)(u)(m)]

Normaliserad: Asgauta/Askatla ok Guðmundr þau ræisþu kumbl þetta æftiR O[ddl]aug(?), eR byggi i Haðistaðum. Hann vaR bondi goðr, dauðr i Grikkium(?).

Nusvenska: Asgöta och Gudmund de reste detta minnesmärke efter Oddlög, som bodde i Haddestad. Han var en bonde god, dog uti Grekland

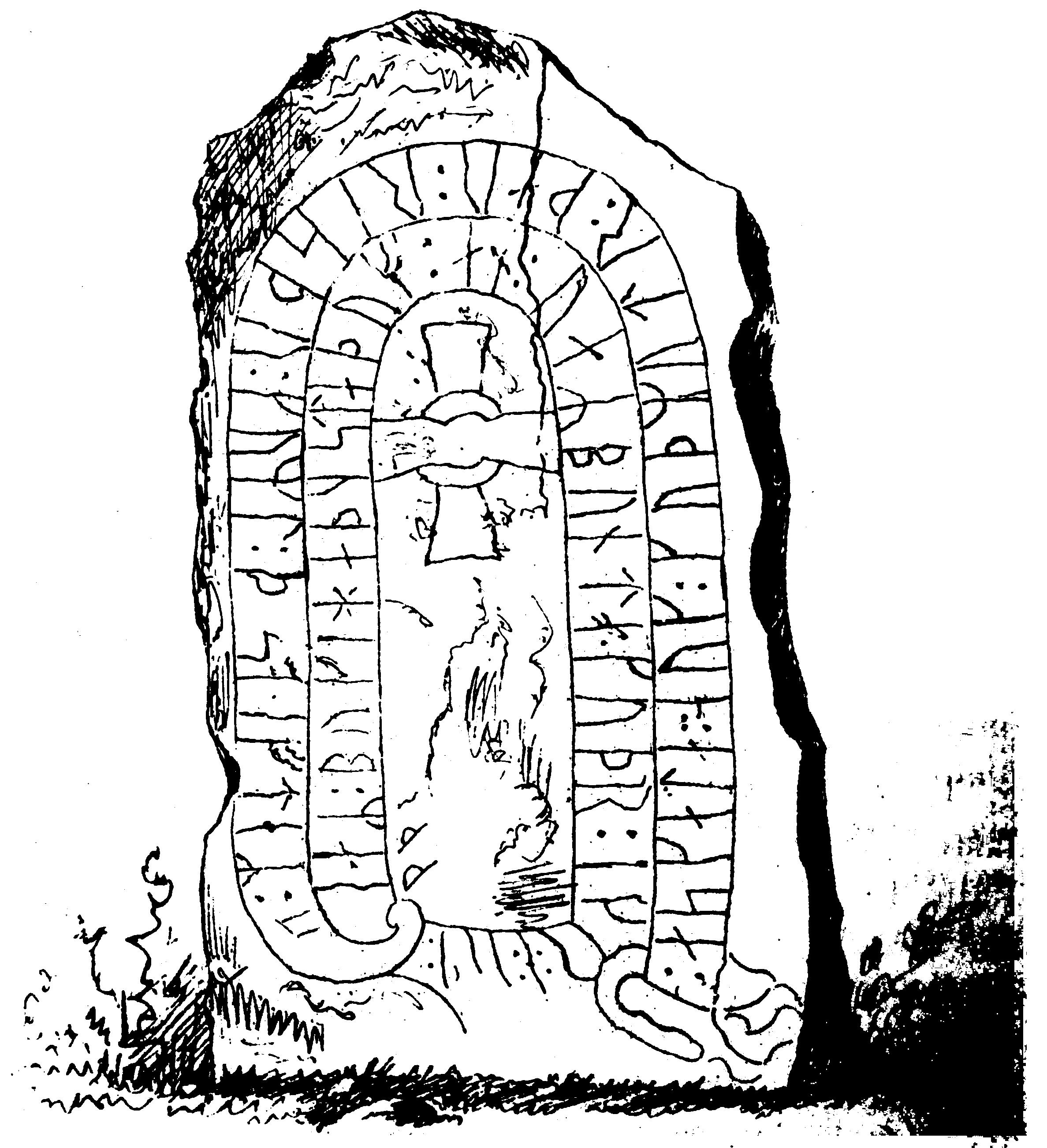
Östergötlands runinskrifter 94